# 表格
表格，是把信息或數據整理成行與列，或是更為複雜的結構。表格常用於通信、研究與數據分析。表格會出現在印刷品、手寫筆記、電腦軟體、建築裝飾、交通號誌及其他場合。

## 概述
表格是一种整理信息的形式。最基本的表格由若干行与列构成：
- 有时也叫记录、k-元组、n-元组、矢量等；
- 有时也叫字段、参数、特性、属性等；
- 通常采用名称（即列标题或者说列名）来标识相应的列；
- 标题可由某个单词、短语或数字型索引构成；
- 每一行与每一列的交汇区域就是一个单元格（英语：Table cell）。

对于那些构成一张表格的元素，可以采取许多不同的方式，甚至是循环或者说递归的方式，对它们加以分组、分割或编排。此外，表格之中可以包括元数据、注释、表头（header）、表尾（footer）或者其他的辅助特性。
| 姓名 | 性别 | 年龄 |
| ---- | ---- | ---- |
| 张三 | 男   | 33   |
| 李四 | 女   | 43   |
| 王五 | 男   | 23   |
| 马六 | 女   | 37   |

### 多维表格
维度也属于是关于表格的基本概念之一。就任何的“简单”表格而言，均可通过把其中的数值归一化成有序的階層結構，将简单表格表示成“多维”表格。关于此类表格的一个常见例子就是乘法表。
| × | 1 | 2  | 3  | 4  | 5  | 6  | 7  | 8  | 9  |
| - | - | -- | -- | -- | -- | -- | -- | -- | -- |
| 1 | 1 | 2  | 3  | 4  | 5  | 6  | 7  | 8  | 9  |
| 2 | 2 | 4  | 6  | 8  | 10 | 12 | 14 | 16 | 18 |
| 3 | 3 | 6  | 9  | 12 | 15 | 18 | 21 | 24 | 27 |
| 4 | 4 | 8  | 12 | 16 | 20 | 24 | 28 | 32 | 36 |
| 5 | 5 | 10 | 15 | 20 | 25 | 30 | 35 | 40 | 45 |
| 6 | 6 | 12 | 18 | 24 | 30 | 36 | 42 | 48 | 54 |
| 7 | 7 | 14 | 21 | 28 | 35 | 42 | 49 | 56 | 63 |
| 8 | 8 | 16 | 24 | 32 | 40 | 48 | 56 | 64 | 72 |
| 9 | 9 | 18 | 27 | 36 | 45 | 54 | 63 | 72 | 81 |

请注意：多维表格，比如说二维表格，是在那些行标题与列标题之间的组合，分别对应于某一独特取值的情况下创建出来的。也就是说，这是一种单射函数（或者说“内射函数”）：行标题与列标题之间的每种组合都与表格之中某个（而不是多个）特定的取值相关联：
如果不能满足上述条件，那么，就需要额外插入新的行和/或列，以便获得更多的单元格。
如下是一个多维表格的例子：
| +  | 1    | 2    | 3    |
| -- | ---- | ---- | ---- |
| 王 | 王红 | 王橙 | 王兰 |
| 张 | 张三 | 张六 | 张九 |

此表在结构上等同于前面所列举的乘法表。不过，此表采用的操作符是串联，而不是乘法；其運算數是姓氏和名字，而不是整数。

## 通用表示法
警示菱形：
| 2 3 1 |

| 该设施之中危险品的危险等级 | 该设施之中危险品的危险等级 | 该设施之中危险品的危险等级 | 该设施之中危险品的危险等级 |
| 健康危害                   | 可燃性                     | 反应性                     | 特殊危害                   |
| -------------------------- | -------------------------- | -------------------------- | -------------------------- |
| 3 级                       | 2 级                       | 1 级                       |                            |

## 特殊用途
在几种特殊的情况下，会常规地把表格作为一种习惯手段或正式约定来使用。

### 出版
- 交叉引用：目录

### 数学
- 算术：乘法表
- 逻辑学：真值表

### 自然科学
- 化学：元素周期表
- 海洋学：潮汐表

### 信息技术

#### 计算机程序设计
在计算机中，广泛使用着形形色色的数据表，而每种形式却分别代表的是不同的数据结构或格式。通过存储记忆那些否则就需要直接计算的结果，这些数据表用于控制软件以及最大限度地减少硬件的负荷。
有关的例子包括：
- n-维数组；
- 符号表；
- Inode表；
- 哈希表；
- 逗号分隔型取值（Comma-separated values，CSV）之类的文件格式。

#### 软件应用程序
如今，用户可以利用许多软件应用程序，为各种各样的用途，创建和编排表格和表格式数据。
此类应用程序包括：
- 字处理软件
- 电子表格软件
- 幻灯片制作软件（英语：Presentation program）
- 网页编辑器：采用HTML或其他的标记语言来製表

## 英文单词“”与家具的历史关系
在中世纪的会计室（或者说帐房）裡，桌子（在英文之中与表格同样采用table一词来表示）上往往会铺有一块格子布，用来数钱。这种表面摆放着一堆堆钱币的棋盘式桌子，实际上就是这种货币数量信息的一种具象表现形式。

## 註释
1. ↑  参见页眉或信头
2. ↑  在不同上下文的背景下，“维度”这一概念常常用于表格，且往往具有不同的含义。例如，本文之中所说的“简单表格”有时又称为一种“二维数组”（参见数组#多维数组）。这有别于本文之中所说的“多维表”。
3. ↑  参见高速缓冲存储器